# Watermolen Ter Steen
Watermolen Ter Steen was een watermolen op de Aa bij Middelrode. Ze lag iets stroomafwaarts van de plaats waar de Leigraaf in de Aa uitmondt.
Het was een banmolen van de Hertog van Brabant die waarschijnlijk in 1344 werd gebouwd. Teneinde de waterhuishouding te verbeteren werden de meeste watermolens op de Aa door het Rijk opgekocht. De Watermolen Ter Steen trof dit lot al in 1819. Vervolgens werd de molen gesloopt. Op een kadasterkaart uit 1832 stond zij echter nog ingetekend als "Vervallen Water Molen".
De laatste molenaar, Peter Zwijsen, bouwde niet ver van de plaats van de watermolen een standerdmolen om aldus zijn vak te kunnen blijven uitoefenen.
De Aa werd gekanaliseerd en verlegd, en de Leigraaf werd naar de nieuwe loop van de Aa doorgetrokken.Slechts de naam "Molenhoek" herinnert nog aan deze watermolen.

## Bron
- BHIC[dode link]